# ウガンダの世界遺産

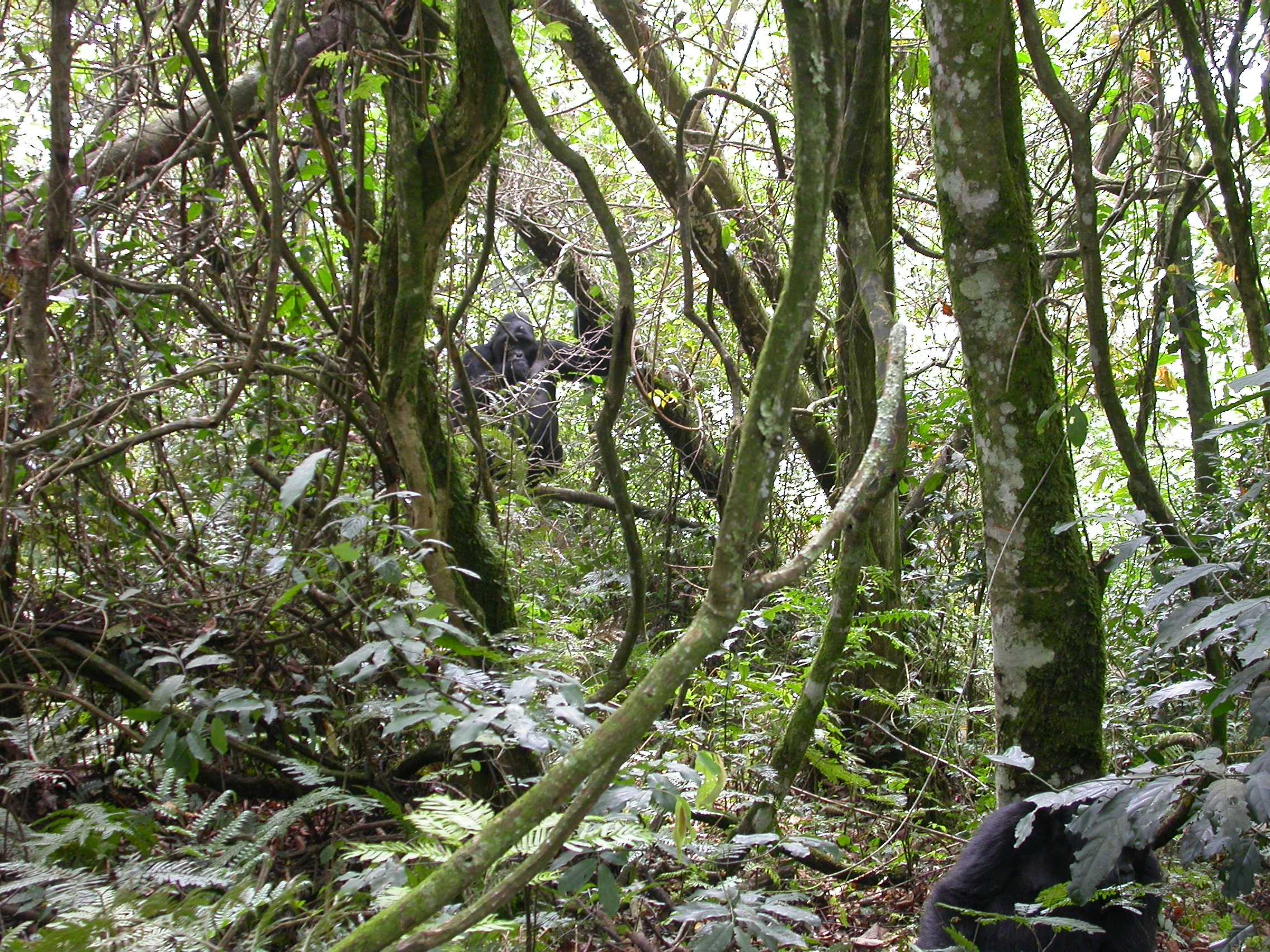
ブウィンディ原生国立公園

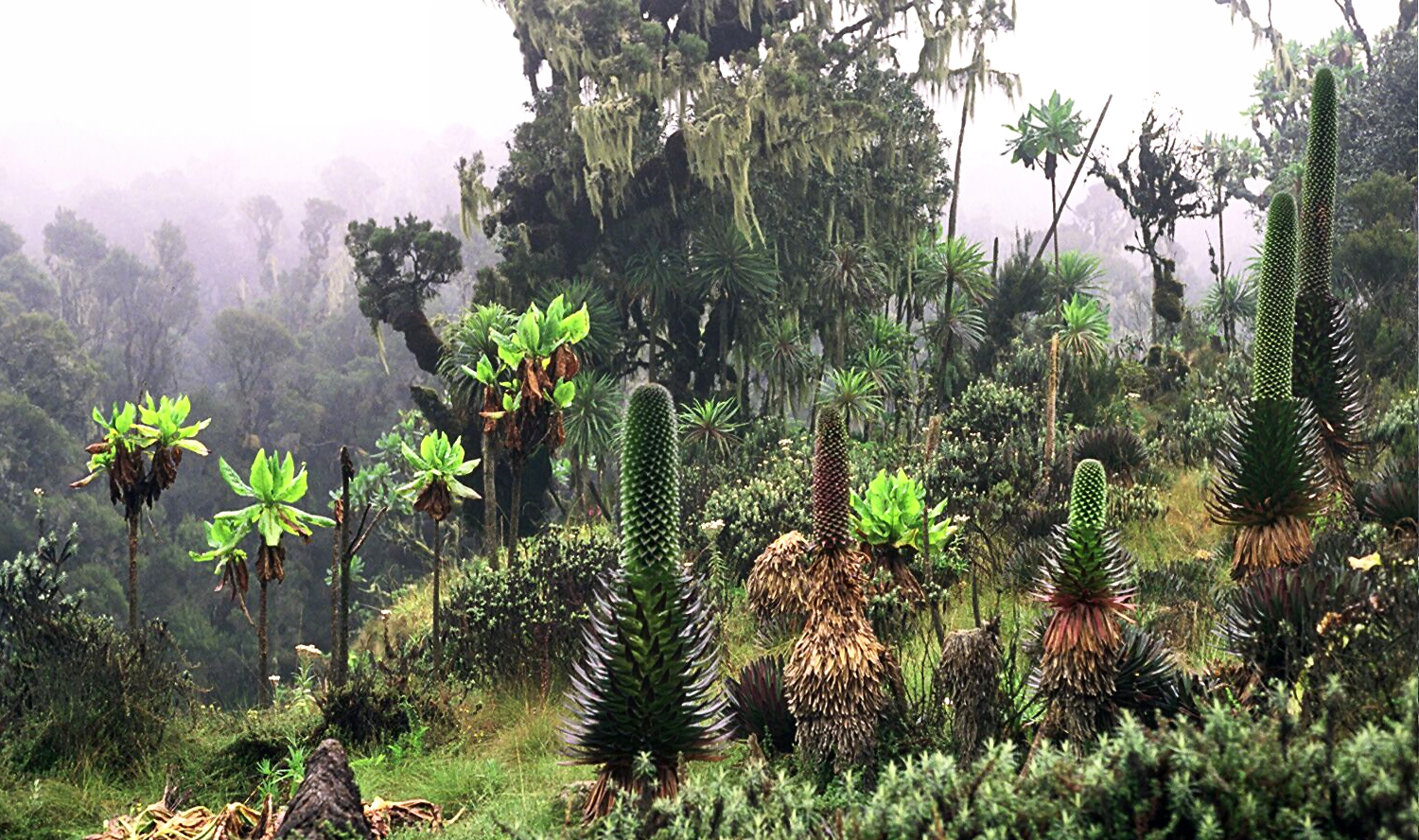
ルウェンゾリ山地国立公園

ウガンダの世界遺産（ウガンダのせかいいさん）はユネスコの世界遺産に登録されているウガンダの文化・自然遺産の一覧。

## 文化遺産
- カスビのブガンダ歴代国王の墓 -（2001年）

## 自然遺産
- ブウィンディ原生国立公園 -（1994年）
- ルウェンゾリ山地国立公園 -（1994年）

## 複合遺産
なし